# District de Thanh Hà
Thanh Hà est un district de la  Province de Hải Dương dans la région du delta du Fleuve Rouge au Vietnam.

## Présentation
Il a une superficie de 158,92 km2. Sa capitale est la ville de Thanh Hà.
En 2003 la population du district est de 162 166 habitants.